# Afrikaanse baobab
De Afrikaanse baobab (Adansonia digitata) of Afrikaanse apenbroodboom is de wijdst verspreide soort van de acht soorten baobabs en de enige soort die voorkomt op het vasteland van Afrika.

## Kenmerken

### Stam en takken
Het is een in droge tijden bladverliezende, tot 25 m hoge boom met een relatief korte, tot 16 m dikke, succulente stam met een omtrek van 20-40 (50) m en een wijd uitstaande kroon. De boom heeft schaarse, vaak langs de stam aflopende hoofdtakken. Het is opmerkelijk dat takken in een relatief horizontale positie in de navolgende jaren opgericht kunnen worden. Als de bomen kaal zijn, lijken ze op het wortelstelsel van een omgekeerde boom. De bomen zijn door wateropslag droogtebestendig en kunnen in de droge tijd enigszins inkrimpen. Volgens C14-dateringen (methodes met groeiringen zijn niet goed mogelijk) zouden de bomen meer dan duizend jaar oud kunnen worden.

### Blad
De afwisselend geplaatste bladeren staan dicht opeen aan de uiteinden van de takken en zijn handvormig gedeeld. De vijf tot zeven vingerachtige, eironde tot lancetvormige, tot 15 × 5 cm grote deelblaadjes zijn toegespitst en gaafrandig of getand. Aan de onderkant zijn de bladeren bedekt met sterharen.

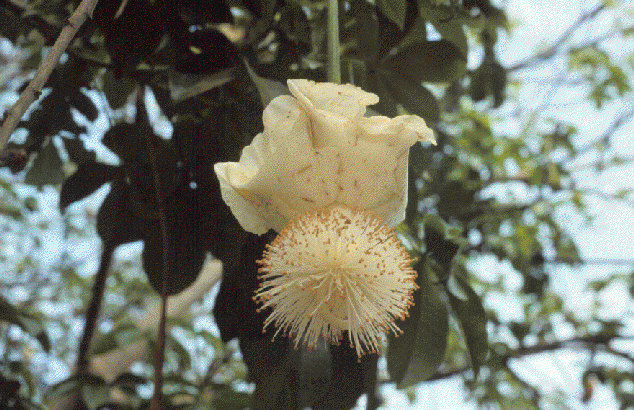
Bloem

### Bloem
De plant bloeit aan het einde van de droge tijd. De opvallende, alleenstaande, 10-13 cm brede bloemen hangen aan lange stelen. Ze hebben een tot 20 cm lange bloemkelk. De vijf, circa 10,5 cm lange kroonbladeren en vijf kelkbladeren zijn vlezig, wit, wasachtig, gegolfd en vaak teruggeslagen. De talrijke meeldraden staan in een borstelvormig patroon en zijn halfvergroeid in een androgynofoor, die na de bloei samen met de kroonbladeren afvalt. De stijl maakt ook deel uit van de androgynofoor en steekt iets uit ten opzichte van de meeldraden en is meestal teruggekromd. De bloemen geven ‘s nachts een onaangename geur af en worden dan bestoven door vleermuizen.

### Vrucht
De hangende, eivormige of langwerpige, tot 35 × 16 cm grote vruchten hebben een tot 1 cm dikke, houtige, vezelige schil, die rijp grijsbruin wordt en dicht bedekt is met geelbruine, ruwe haren. Van de vruchten wordt gezegd dat ze op hangende, dode ratten lijken. De vruchtholte bevat een taaie, slijmerige, zurige, witte pulp. De pulp omsluit vele, boonvormige, tot 1,5 cm lange, lichte zaden met daaromheen dunne, witte, melige, zure zaadmantels.

## Gebruik
De vruchten worden in Afrika vers gegeten of eerst gedroogd en later in water of melk geweekt. De zaden worden gesuikerd en als lekkernij gegeten, ze smaken naar amandel. De bladeren, jonge scheuten en wortels kunnen als groente worden gegeten. De vruchtschillen vormen een goede brandstof. Vermalen vruchtschil wordt als tabak gebruikt. Uit de as kan zeep worden gemaakt. Uit de bast kunnen vezels worden gewonnen. Deze kunnen worden gebruikt voor touwen, manden en textiel. De schors bevat ook tannine, dat als looistof kan worden gebruikt.

## Verspreidingsgebied
De Afrikaanse baobab komt van nature voor in vorstvrije gebieden met weinig regenval, in de savannes ten zuiden van de Sahel in zuidelijk Afrika: in Namibië, Botswana, Zimbabwe, Mozambique en in Zuid-Afrika tot in Transvaal. Hij wordt in Afrika veel in parken aangeplant en tevens op sommige plekken in andere werelddelen.

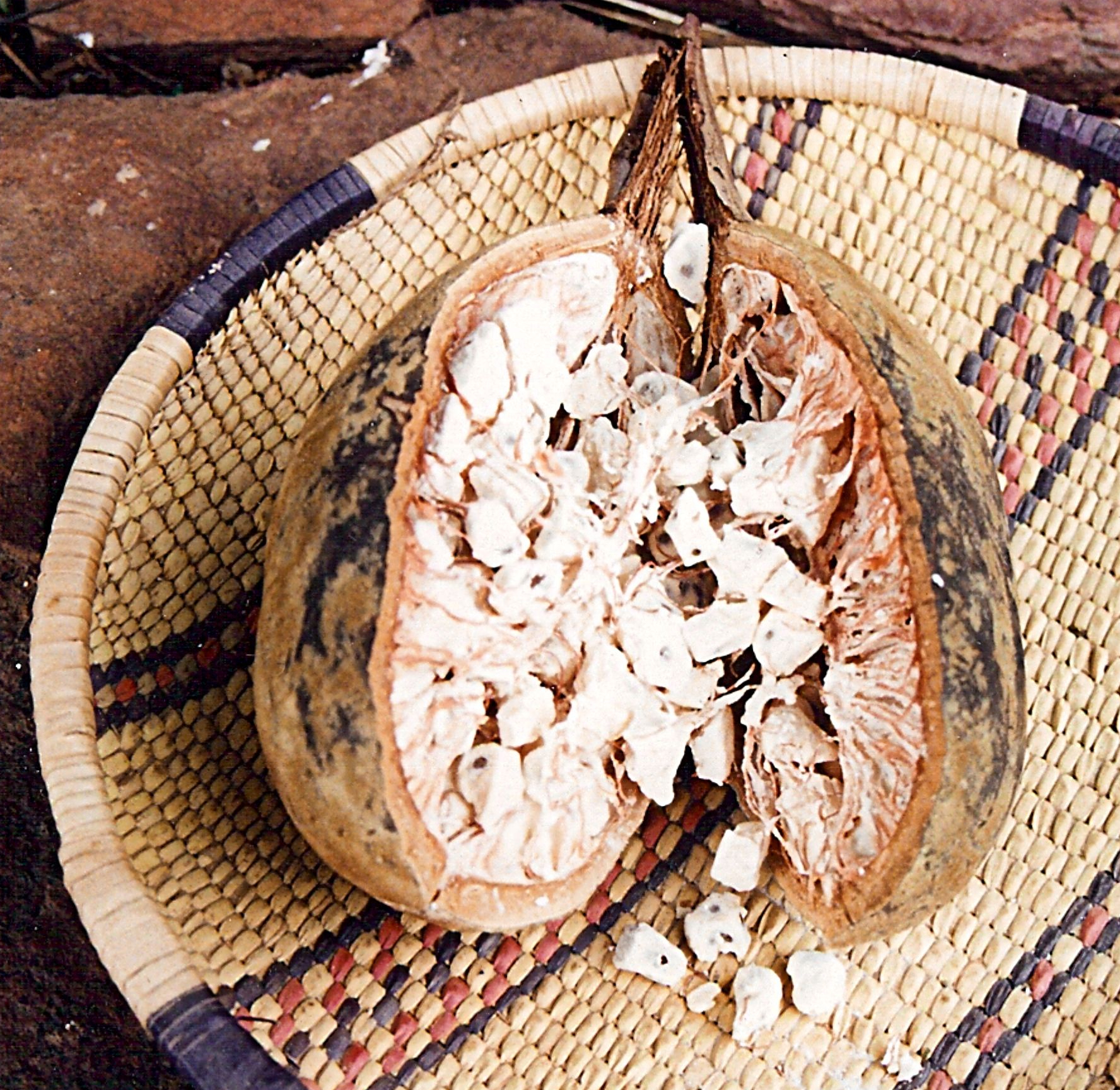
Vrucht
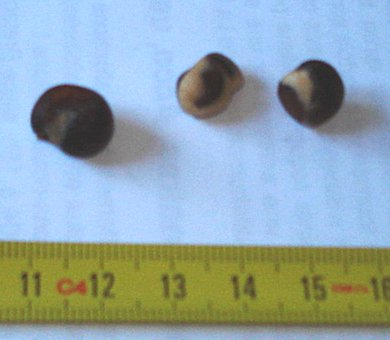
Zaden
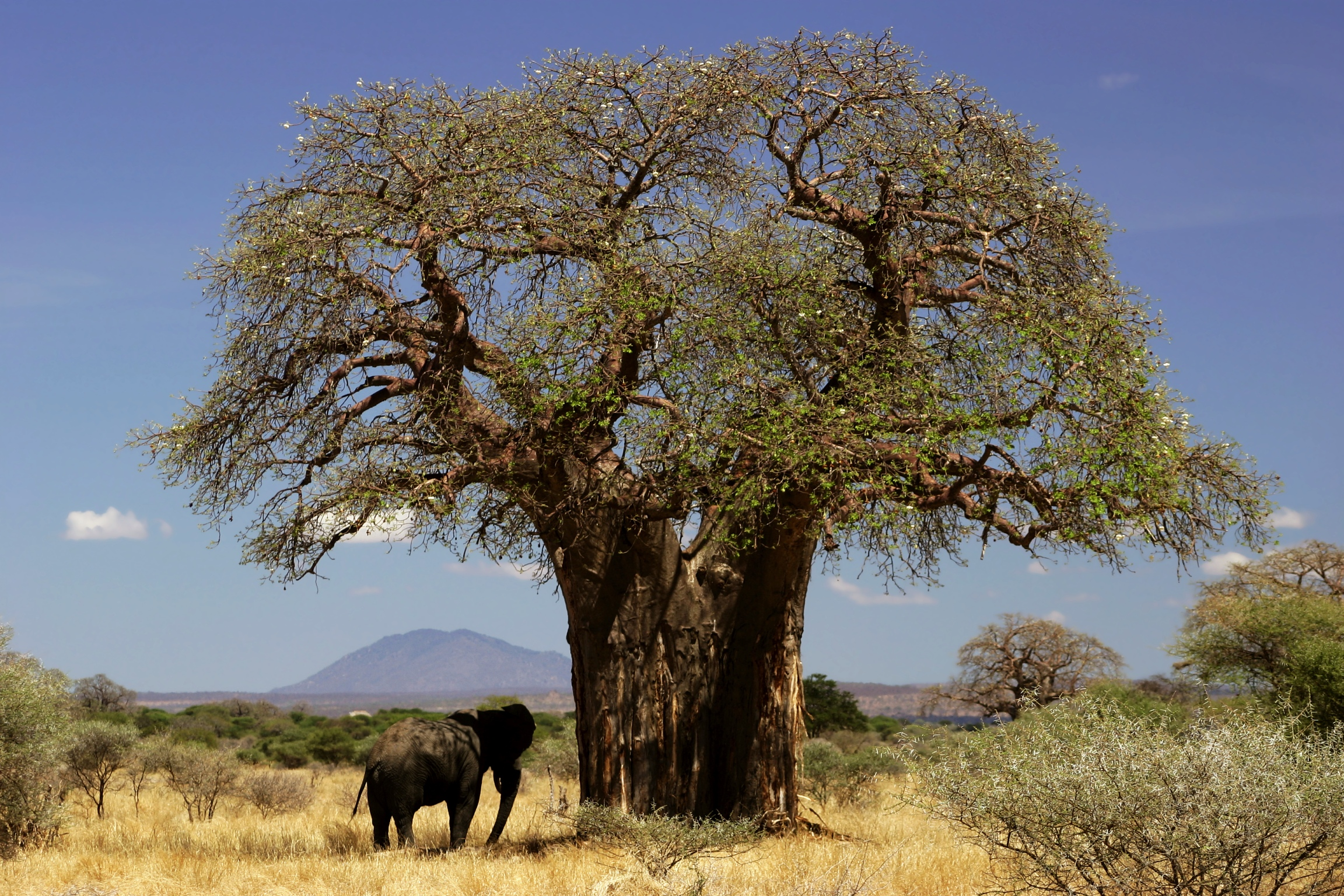
Olifant onder een baobab in Tanzania
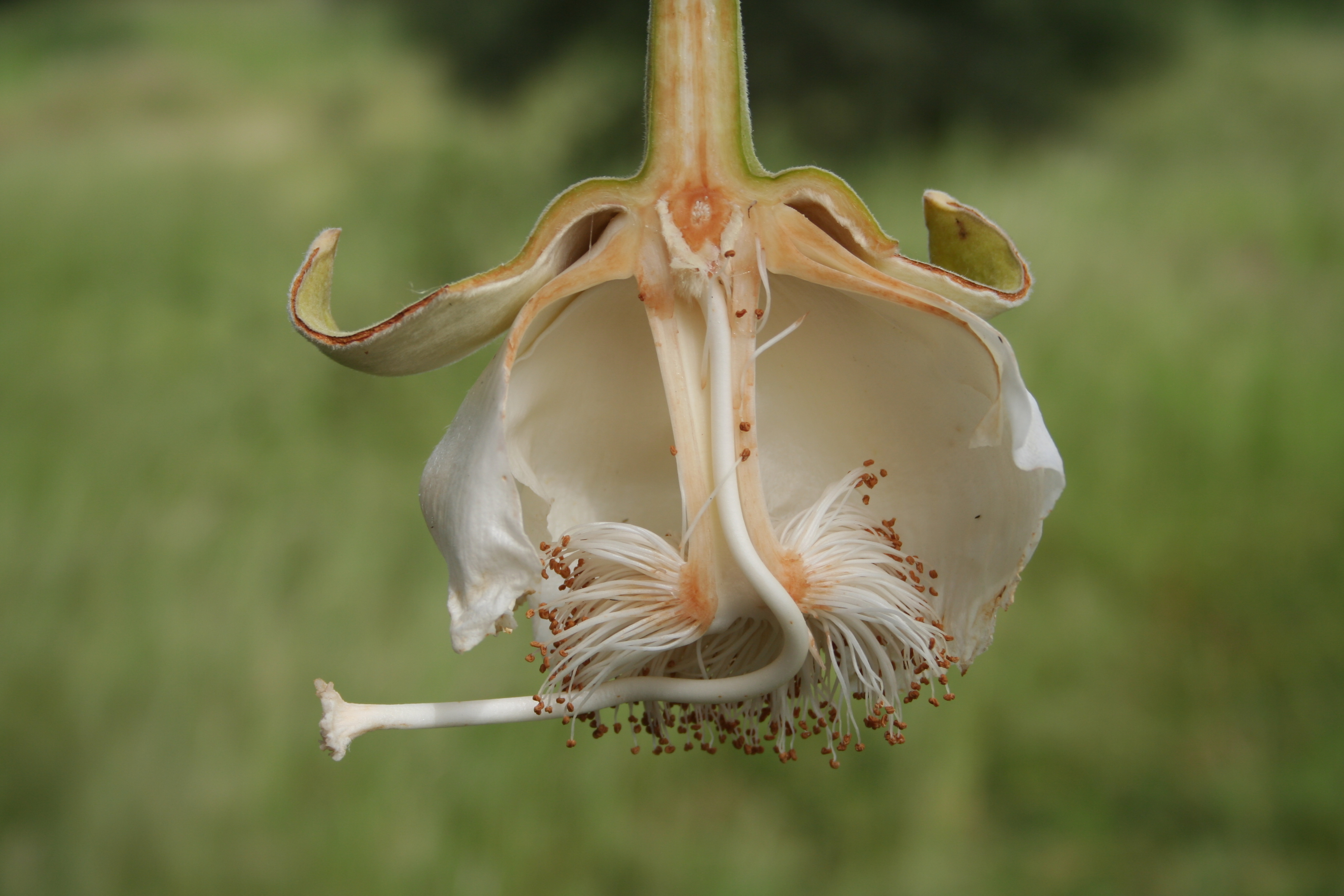
Doorsnede van een bloem

... · 
A. digitata (Afrikaanse baobab) · 
A. grandidieri (Baobab van Grandidier) · 
A. gregorii (Australische baobab) · 
A. madagascariensis (Malagassische baobab) · 
A. perrieri (Baobab van Perrier) · 
A. rubrostipa (Fony baobab) · 
A. suarezensis (Suarez baobab) · 
A. za (Za baobab) · 
...